# چیارکا
چیارکا (به لهستانی:  Ciarka) یک روستا در لهستان است که در گمینا لاسوویتسه ویلکیه واقع شده‌است.